# Barbara (Błochina)
Barbara, imię świeckie Jelizawieta Dmitrijewna Błochina (ur. 1843, zm. 23 grudnia 1915) – rosyjska mniszka prawosławna, pierwsza przełożona Piuchtickiego Monasteru Zaśnięcia Matki Bożej.
Pochodziła z rodziny kupieckiej, straciła ojca jako dwumiesięczne dziecko. Od dziesiątego roku życia żyła w monasterze Podwyższenia Krzyża Pańskiego w Kostromie. W klasztorze nauczyła się wyszywania, śpiewu cerkiewnego, służyła w cerkwiach jako lektorka i chórzystka, uzyskała dyplom siostry miłosierdzia. Pracowała w tym charakterze w szpitalach polowych w czasie wojny rosyjsko-tureckiej lat 1877–1878. Wieczyste śluby mnisze złożyła 12 sierpnia 1887. 
W 1888 została skierowana do guberni estońskiej w celu organizacji żeńskiej wspólnoty prawosławnej przy cerkwi w Jõhvi. W 1891 wspólnota została przeniesiona na miejsce znane jako Pühitsetud (błogosławione, Piuchtice w wersji zruszczonej) i otrzymała wezwanie Zaśnięcia Matki Bożej. Mniszka Barbara wprowadziła w niej pełną regułę zakonną; rok później wspólnota uzyskała status monasteru cenobitycznego. 31 stycznia 1893 jej przełożoną podniesiono do godności ihumeni.
W okresie sprawowania przez igumenię Barbarę swoich obowiązków wzniesiony został zaprojektowany przez Michaiła Prieobrażenskiego kompleks budynków klasztornych z cerkwiami, świętą bramą, refektarzem, budynkami mieszkalnymi i murem z basztami. Igumenia Barbara założyła przy monasterze przytułek dla sierot i osób starszych, szkołę dla dzieci z ubogich rodzin, ambulatorium i aptekę. Kierowany przez nią klasztor szybko zyskał szacunek wśród miejscowej ludności.
W 1897 ukazem Świątobliwego Synodu Rządzącego ihumenia Barbara została przeniesiona do eparchii kazańskiej i tatarstańskiej, według niektórych źródeł - wskutek konfliktu z wdową po gubernatorze estońskim Siergieju Szachowskim, Jelizawietą. Kilka lat przeżyła w jednym z klasztorów w Kazaniu, następnie w 1902 r. została przełożoną monasteru Trójcy Świętej w Kozmodiemjansku. Za swoją pracę na rzecz rozwoju wspólnoty oraz istniejącej przy niej szkoły dla osieroconych dziewcząt z rodzin nierosyjskich otrzymała osobiste wyrazy wdzięczności od imperatorowej Aleksandry Fiodorowny. Zmarła w 1915 i została pochowana na terenie monasteru, którym kierowała.